# Gemeentehuis Zuidplas
Het gemeentehuis van Zuidplas is een gebouw in Nieuwerkerk aan den IJssel. Het gebouw wordt gebruikt door de ambtelijke organisatie, het college van burgemeester en wethouders en de gemeenteraad van de gemeente Zuidplas. Het gebouw is tevens één van de trouwlocaties in de gemeente Zuidplas.

## Aanleiding bouw
Het gemeentehuis van Zuidplas is in 2019 in gebruik genomen. Het is gebouwd aan het Raadhuisplein 1, op de plek waar voorheen het Raadhuis van Nieuwerkerk aan den IJssel stond. Vanwege de fusie van Nieuwerkerk aan den IJssel, Zevenhuizen-Moerkapelle en Moordrecht in 2010 ontstond er behoefte aan een nieuw gemeentehuis. Door de grootte van de nieuwe gemeente, en de te verwachten groei van het aantal inwoners, was er ruimte nodig voor de ambtelijke organisatie van de drie gefuseerde gemeenten.

## De ontwerper en de bouwer
Het gemeentehuis is ontworpen door Kraaijvanger Architects uit Rotterdam. De bouw was in handen van Heembouw. De bouw begon in de zomer van 2018. Een bijzonder moment dat de krant haalde, was het moment dat een drietal bomen met een grote kraan door het dak van het gemeentehuis-in-aanbouw naar binnen werd getakeld. 

## Het gebouw
Het gebouw bestaat uit drie verdiepingen, met een totaal vloeroppervlak van bijna 3.500 vierkante meter. De raadsactiviteiten, publiekszaken, trouwfaciliteiten en de ambtelijke organisatie worden over deze ruimte verdeeld. Ook heeft het gemeentehuis een centraal gelegen open ruimte met daarin groetbomen. De kantoren zijn ingericht volgens Het Nieuwe Werken. 
Het oude gemeentehuis in Nieuwerkerk aan den IJssel is op circulaire wijze gesloopt, om verspilling van grondstoffen te voorkomen. Het bedrijf New Horizon droeg hier zorg voor. De bouwmaterialen werden niet hergebruikt in het nieuwe gebouw. 
De bouw van het nieuwe gemeentehuis, waarbij ook mensen met een afstand tot de arbeidsmarkt worden ingezet, werd in het tweede kwartaal van 2019 afgerond. Na de oplevering stootte de gemeente diens tijdelijke locatie De Saffier in Nieuwerkerk aan den IJssel af. Het voormalige raadhuis van Moordrecht was in 2012 al verkocht en het oude gemeentehuis in Zevenhuizen is gesloopt en heeft plaatsgemaakt voor een nieuwe ontwikkeling. 

## Officiële opening
De officiële opening werd op vrijdag 7 juni 2019 verricht door Tamara van Ark, die op dat moment staatssecretaris van het Ministerie van Volksgezondheid, Welzijn en Sport was. Zij verrichtte de opening samen met toenmalig burgemeester Servaas Stoop.